# Zingiber ottensii
Zingiber ottensii là một loài thực vật có hoa trong họ Gừng. Loài này được Theodoric Valeton miêu tả khoa học đầu tiên năm 1918.
Tên gọi địa phương tại Indonesia banglai-ideung, tại Malaysia là lempoyang hitam hoặc bonglai hitam (để nói tới thân rễ màu tía xám).

## Mẫu định danh
Mẫu định danh: Ottens A. 676; do Arend Ottens (1871-1925) - trung sĩ trong quân đội Đông Ấn Hà Lan, từ năm 1911 là trợ lý và sau đó là người giám sát của Bảo tàng và Văn phòng Điều tra Thực vật học Kinh tế ở Buitenzorg - phát hiện, thu thập ở tọa độ 6°35′0″N 106°47′0″Đ / 6,58333°N 106,78333°Đ tại Buitenzorg, tỉnh Tây Java. Mẫu lectotype lưu giữ tại Naturalis, Leiden (L); các mẫu isolectotype lưu giữ tại Trung tâm Nghiên cứu Sinh học Indonesia ở Cibinong (BO) và Vườn Thực vật Singapore (SING).

## Từ nguyên
Tính từ định danh ottensii là để vinh danh Arend Ottens.

## Phân bố
Loài bản địa Indonesia (Java, Sumatra), Malaysia bán đảo; du nhập vào Lào, Myanmar, Thái Lan và Việt Nam. Môi trường sống là rừng thường xanh lá rộng thứ sinh trên granit, thường dọc vệ đường, những nơi thoáng đãng, bìa rừng, ở cao độ 25-1.100 m.

## Phân loại
Z. ottensii thuộc tổ Zingiber, với cụm hoa bao gồm cành hoa bông thóc trên cuống cụm hoa dài mọc từ thân rễ.

## Mô tả
Cây thảo thân rễ, rắn chắc, cao 1-1,9 m, mọc thành bụi với 3-10 chồi lá mỗi bụi, khoảng cách mỗi chồi lá khoảng 0,5–2 cm. Thân rễ phân nhánh, đường kính 2,2–3 cm, vỏ màu nâu ánh vàng sáng, ruột từ màu xám ánh tía sáng tới tím sẫm, mùi thơm hăng, được các vảy hình tam giác màu nâu sáng ánh vàng che phủ, rậm lông, sớm rã. Thân lá hơi cong, gần nhẵn nhụi, dày 8 mm, nhiều lá (18-25 lá), các lóng ngắn, khoảng 1/5 đến 1/3 sát gốc không lá, gốc phồng đường kính 1,5-2,3 cm. Bẹ không phiến lá 5-6, dài tới 60 cm, màu xanh lục, các bẹ phía dưới màu đỏ tươi, bên ngoài thưa lông màu trắng, bên trong nhẵn nhụi. Bẹ lá màu xanh lục tới xanh lục ánh tía, từ nhẵn nhụi tới có lông trắng, rậm về phía cuống lá và đáy. Lưỡi bẹ dài 1,3-1,5 cm, rộng 1,3 cm, hơi dạng màng, màu trắng mờ xỉn với các đốm nhỏ màu đỏ, có lông trắng, đỉnh nguyên gần nhọn, dạng giấy, mép rộng, liên tục từ bẹ lá. Cuống lá gần như không có hoặc tiêu giảm thành gối dài 3–5 mm, lưng rậm lông tơ mịn màu trắng. Phiến lá 34-43 × 6–8 cm, hình elip tới hình mác ngược-thuôn dài, đỉnh thon nhỏ dần-nhọn thon, nhọn về phía đáy thường với đáy thuôn tròn tới tù, mặt trên màu xanh lục nhẵn nhụi, mặt lưng màu xanh lục sáng, thưa lông màu trắng dạng mạng nhện. Ở cây non  lá hình mác rất nhọn tới nhọn thon, đáy thon nhỏ dần, 23 × 4 cm; lưỡi bẹ nhỏ hơn, dà 5–8 mm. Cụm hoa mọc từ thân rễ. Cuống cụm hoa gần với chồi lá, thẳng đứng, dài 25–29 cm, đường kính 1,2-1,3 cm; lá bắc che phủ 9-12, hình ống ~1/3 từ đáy, 4-4,5 × 2,5–4 cm (nhỏ hơn về phía đáy), mặt ngoài màu đỏ xỉn, màu đỏ ánh xanh lục về phía đỉnh, có lông tơ, đỉnh nguyên. Cành hoa bông thóc lớn, hình elipxoit tới hình elipxoit gần thuôn dài, tù hoặc hơi nhọn, 9-15 × 4,5-4,8 cm. Lá bắc 3,6-4 × 3–4 cm, xếp lợp chặt và áp ép vào nhau, rất lồi, đỉnh cuốn trong mạnh nhưng không phải dạng túi, hình trứng ngược hoặc các lá bắc phía dưới gần hình tròn, đỉnh gần cắt cụt, bên trong màu trắng, bên ngoài ban đầu màu nâu đỏ xỉn tới đỏ ánh lục với khoảng 1/3 đáy màu ánh trắng nhưng sau khi nở hoa thì chuyển thành màu đỏ tươi; mép ngắn, mỏng, khô xác, khi khô khó thấy, từ nhẵn nhụi tới có lông rất mỏng đặc biệt ở mép, đỉnh cắt cụt; đỡ 1 hoa. Lá bắc con hình trứng hẹp, 3-3,5 × 1,2-1,6 cm, bao quanh toàn bộ đài hoa, xoắn và rất phẳng, đỉnh thu hẹp thành nhọn ngắn và từ nguyên tới gần chẻ đôi, màu trắng trong mờ đỉnh màu ánh đỏ, mặt ngoài thưa lông màu trắng, mặt trong nhẵn nhụi. Hoa lớn, thò ra từ lá bắc, dài 5-6,5 cm, màu trắng hồng nhạt tới vàng nhạt hay da cam nhạt, dày đặc các đốm lớn hay nhỏ màu vàng nhạt. Đài hoa hình ống, khi ép dẹp hình elip rộng, dài 2-2,3 cm, rộng 0,7-1,4 cm, đỉnh cắt cụt (rộng 0,6 cm) và hơi rộng đầu hoặc 2 răng, gân giữa khác biệt, gân nhiều (3 ở mỗi bên của 4 gân giữa), màu trắng trong mờ với đỉnh màu ánh vàng nhạt. Ống tràng dài 3,5-4,2 cm, đỉnh dần nở rộng, màu trắng hoặc kem tới vàng với đỉnh màu ánh vàng nhạt; thùy tràng lưng hình trứng tới hình trứng hẹp, 2-2,5 × 0,7-1,3 cm, nhẵn nhụi, đỉnh tù tới nhọn, hơi dạng nắp, gân 7, trong mờ; các thùy tràng bên thuôn dài-hình trứng hẹp, 2-2,2 × 0,6 cm, tỏa rộng, hơi cứng và cong xuống, ngắn hơn cánh môi, nhẵn nhụi, đỉnh nhọn. Cánh môi dài 5,5 cm; thùy giữa từ thuôn dài tới hình trứng ngược-hình tròn, 2,1-2,6 × 1,5–2 cm, màu vàng nhạt với các đốm màu đỏ ánh nâu, đỉnh thuôn tròn tới hơi nhọn với khe chẻ ngắn khoảng 2mm, mép từ hơi khía răng cưa tới hơi gợn sóng, ở cây sống cong hình cung đỡ cánh hoa (hoặc hình trứng 2 thùy). Nhị lép bên lớn, hình trứng ngược, 1,5-2 × 0,6-1,1 cm, đỉnh thuôn tròn, ở cây sống thẳng đứng và gần đối diện cánh môi, ở hoa trải rộng thì hợp sinh khoảng 1/2 từ đáy với đáy cánh môi, màu vàng nhạt với các đốm màu đỏ ánh nâu nhạt. Nhị dài 2,4-2,5 cm; chỉ nhị không cuống; bao phấn 1-1,2 × 0,5-0,6 cm; mô liên kết màu vàng tươi, nhẵn nhụi; mô vỏ bao phấn dài 1-1,1 cm, nứt dọc; mào bao phấn dài 1-1,1 cm (khi không kéo thẳng), bao quanh đầu nhụy, màu vàng, nhẵn nhụi. Vòi nhụy dài tới 6,5 cm (khi kéo thẳng), màu trắng, nhẵn nhụi; đầu nhụy 1-2 × ~0,8 mm, màu trắng, lỗ nhỏ hướng xuống dưới, với vòng lông rung thẳng. Tuyến trên bầu 2, hình dùi, 7-9 × 0,6-0,8 mm. Bầu nhụy 5-6 × ~5 mm, hình tam giác-thuôn dài, màu kem nhạt, thưa lông, 3 ngăn, noãn đính tâm. Quả nang thuôn dài, dài 1,5 cm, màu đỏ. Ra hoa tháng 8, tạo quả tháng 11.
Về ngoại hình Z. ottensii rất giống với Z. zerumbet. Theo Valeton (1918) thì loài mà Ridley (1907) gọi là Z. zerumbet với dẫn chiếu tới Zingiber sp. của Griffith (1851) chính là Z. ottensii. Ông cũng cho rằng Z. ottensii không thuộc về nhóm Z. zerumbet mà thuộc về nhóm Z. spectabile và điều này phù hợp với phân tích phát sinh chủng loài của Theerakulpisut et al. (2012).

## Sử dụng
Tại khu vực núi Dầu (tỉnh Quảng Ngãi) được sử dụng thay thế cho Alpinia galanga làm gia vị. Tại khu vực bán đảo Mã Lai được sử dụng trong y học cổ truyền.

## Hình ảnh

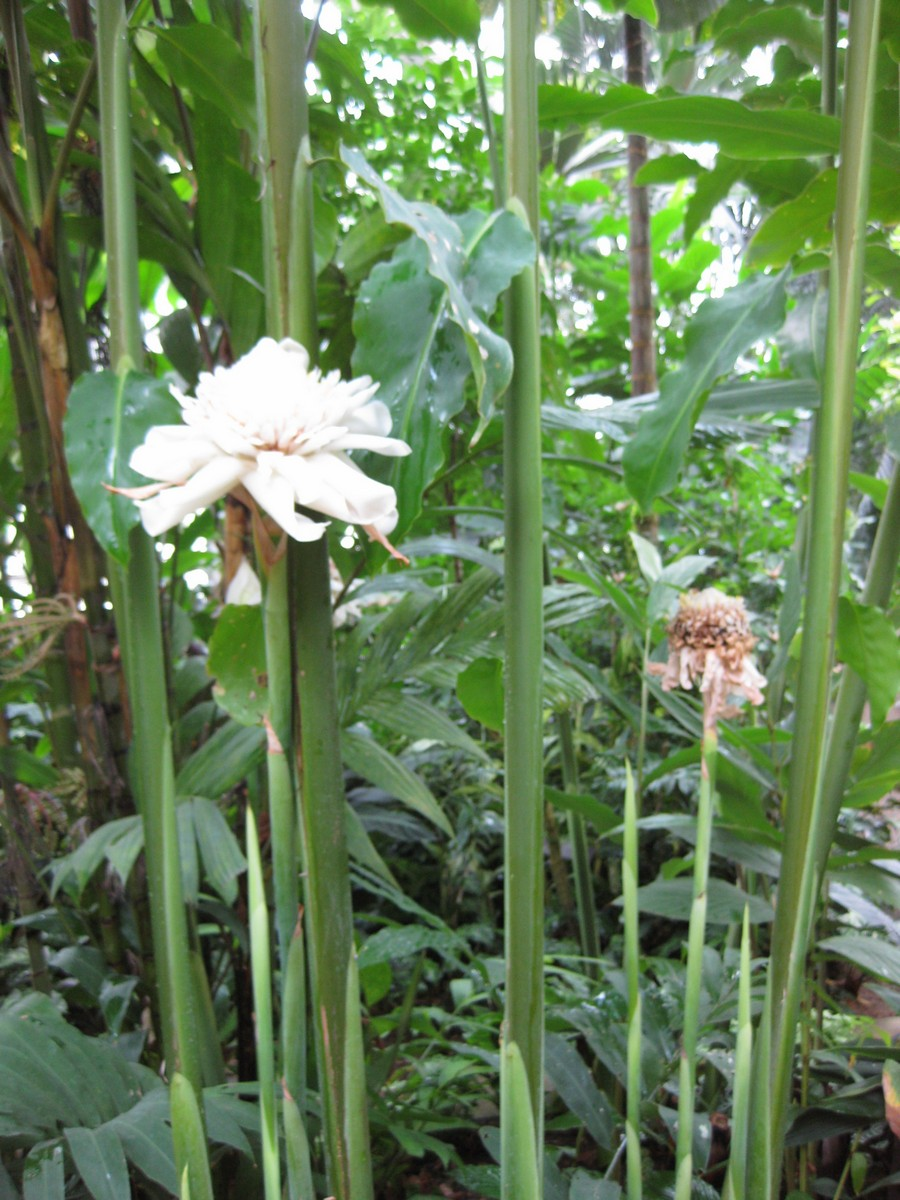
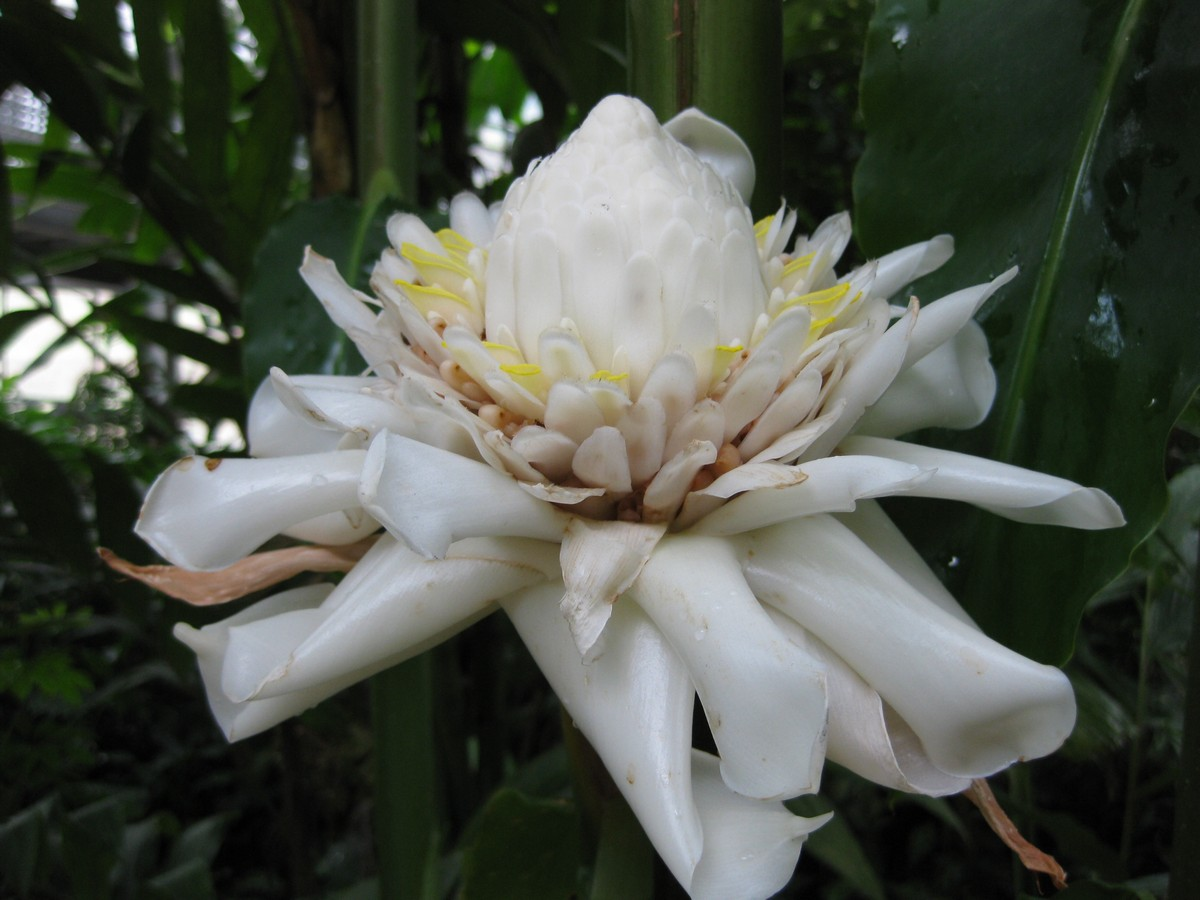
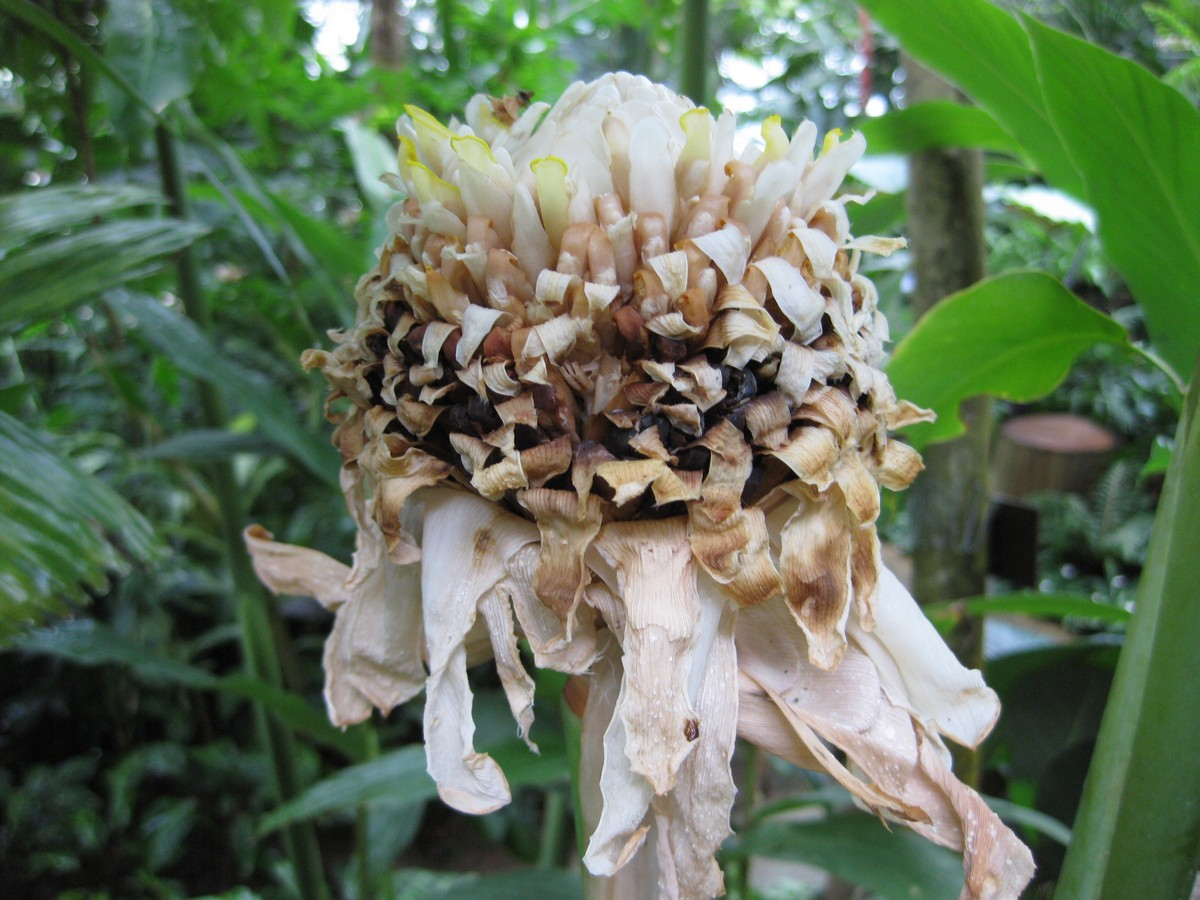
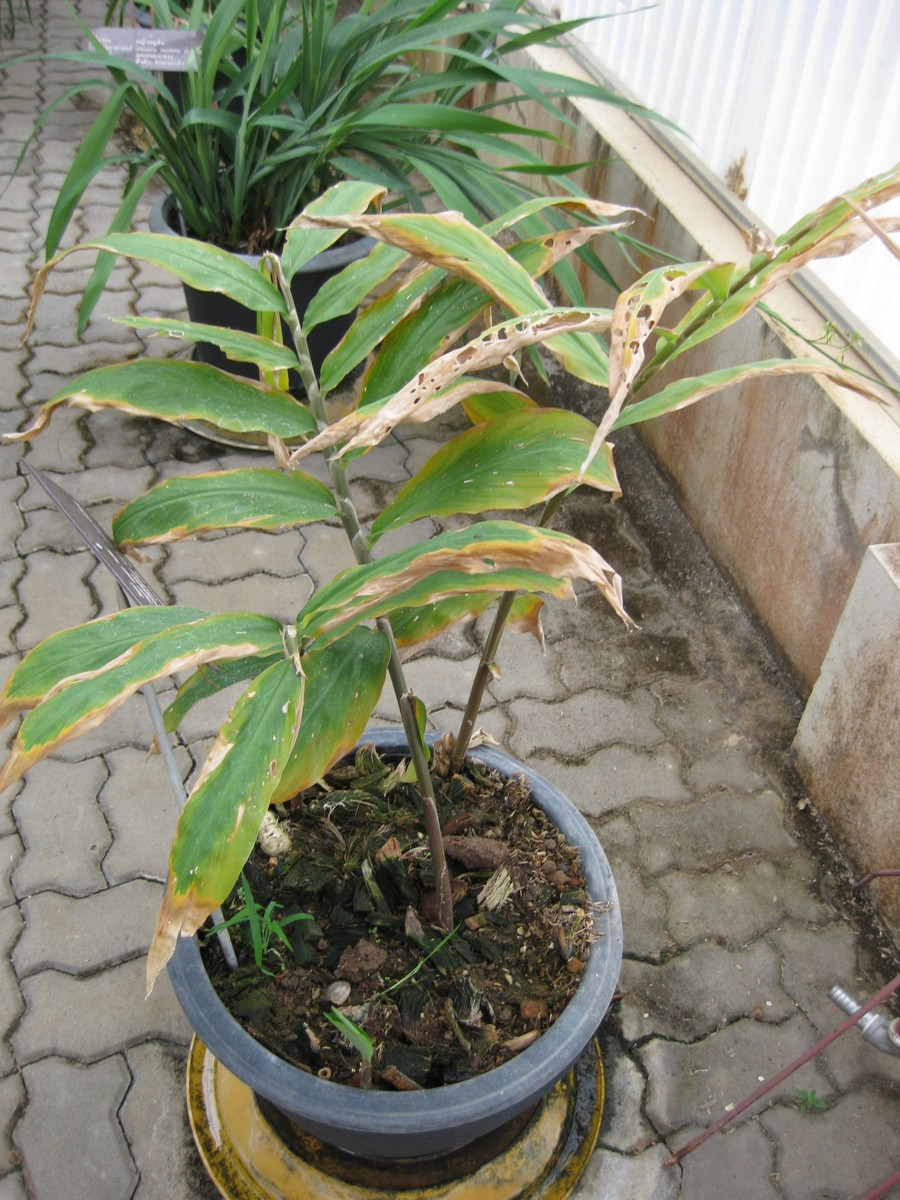